# 搜房网
搜房或房天下（：SFUN）成立于1999年，是中国房地产家居网络媒体和信息服务企业。业务覆盖全球104个城市及地区。旗下拥有新房、二手房、家居、研究四大集团。
2010年9月搜房在美国纽约证券交易所上市。